# 奇南極鰧
奇南極鰧為輻鰭魚綱鱸形目南極魚亞目南極魚科的其中一種，分布於南冰洋區，包括羅斯海、斯科舍海、威德爾海等海域，棲息深度可達850公尺，為深海魚類，以浮游生物為食，生活習性不明。